# Home Movies
Home Movies is een Amerikaanse filmkomedie uit 1980 onder regie van Brian De Palma.

## Verhaal
Denis Byrd probeert zichzelf te vinden te midden van zijn halfgare familie. Hij legt hun stuntelige levens vast op film. Een regisseur komt regelmatig langs om hem tips te geven over filmtechnieken.

## Rolverdeling
| Acteur            | Personage            |
| ----------------- | -------------------- |
| Nancy Allen       | Kristina             |
| Mary Davenport    | Mevrouw Byrd         |
| Kirk Douglas      | Dr. Tuttle           |
| Vincent Gardenia  | Dr. Byrd             |
| Keith Gordon      | Denis Byrd           |
| Gerrit Graham     | James Byrd           |
| Loretta Tupper    | Oma                  |
| Captain Haggerty  | Politieagent         |
| Theresa Saldana   | Judy                 |
| Kari Borg         | Zweedse verpleegster |
| Constance Ilowitz | Secretaresse         |
| Kim Herbert       | Fietser              |
| Ross Barnes       | Mark                 |
| Stephen Le May    | Matthew              |
| Charlie Loventhal | Thomas               |